# Lisanne Leeuwenkamp
Lisanne Leeuwenkamp (Apeldoorn, 21 maart 1996) is een Nederlands sopraanzangeres.

## Biografie
Leeuwenkamp werd geboren in Apeldoorn. Ze was van jongs af aan al veel bezig met zingen. Omdat haar oom orgel speelde en ze altijd meezong, stimuleerde hij haar zangles te nemen. Ze ging vervolgens naar het Jacobus Fruytier Scholengemeenschap in Apeldoorn. In 2009 deed ze mee aan het Interclassic Music Concours en werd daar winnares. Hierna begon ze haar debuut als zangeres. Haar vaste begeleiders zijn pianist Mark Brandwijk en organisten Wim de Penning en Peter Wildeman. Ze richt haar liedjes voornamelijk op het christelijke geloof.

## Discografie

### Albums
- Schuilplaats
- Alles wat ik nodig heb....
- Blessings!
- Ga niet alleen...
- Noël!
- Wees Gij mijn Gids Heer
- Laat mij zijn een instrument
- Liefde maakt verschil